# Буккаке

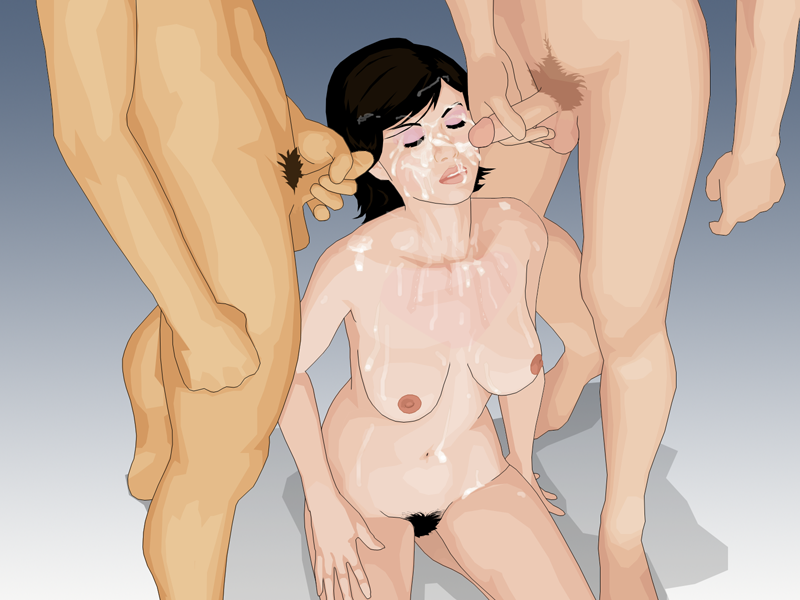
Схема букакке

Букка́ке (від яп. буккакеру — «розбризкувати воду», іноді неправильно — «буккейк») — форма групового сексу, при якому, у найпоширенішому випадку, група чоловіків, поперемінно мастурбуючи, еякулює на одного учасника (жінку чи іншого чоловіка), переважно на її/його обличчя, рот, шию чи в ніс. Поширеніша в порнографії, ніж у буденній сексуальній активності. Також поряд з буккаке часто демонструють ґоккун — випивання сперми з посуду.

## Характеристики

Символ букакке

Буккаке зазвичай зображається таким чином, що жінка (рідше чоловік) стоїть на колінах в оточенні групи чоловіків, які, мастурбуючи, еякулюють на особу. Центральна особа іноді стимулює їхні пеніси короткими феляціями.
Буккаке в західній і японській порнографії відрізняються. В японській еякуляція відбувається на обличчя жінки, котра зазвичай зображена в приниженому стані. Часто актриси при цьому одягнені як офісні працівниці чи школярки. Кількість еякуляцій може досягати до 80. В західній порнографії можлива й еякуляція чоловіків на чоловіка, хоча переважно на жінку. Часто зображається, що актриса/актор отримує від буккаке задоволення. Поширене використання замість сперми візуально подібних сумішей речовин рослинного походження, що вистрілюються на обличчя за кадром. Додатково, такі суміші можуть мати приємний смак.
Іноді вирізняється «лесбійське буккаке», котре полягає в тому, що кілька жінок сквіртують на іншу.

## Історія
Популярне, проте безпідставне уявлення, нібито буккаке було вигадано в середньовічній Японії як покарання для невірних дружин (насправді частиною покарання за подружню зраду було поголення голови). Вперше ця форма сексу з'явилася в японських порнофільмах у 1986 році. Вважається, що виникнення буккаке відбулося в результаті цензурних обмежень порнографії в Японії: режисери, втративши можливість демонструвати на екрані статеві органи акторів, були змушені винайти новий, візуально привабливий і водночас такий, що не порушує закони Японії, прийом зображення сексу. Назву буккаке було популяризовано в 1998 році режисером Казухіто Мацумото. У 2001 році порнографічною кіностудією Shuttle Japan її було також зареєстровано як торгову марку в формі «ぶっかけ/ＢＵＫＫＡＫＥ».
Зображення буккаке в порнографії за межами Японії поширилося наприкінці 1990-х. Буккаке стало характерним для «жорсткого» порно, зазвичай супроводжуючись генг-бенгом. Воно поширилось у західній порнографії з огляду на те, що потребувало єдиної актриси, для еякуляції на яку могли залучатись низькооплачувані аматори.